# Aralioideae
Le Aralioidee (Aralioideae Eaton, 1836) sono una sottofamiglia di piante della famiglia Araliaceae.
Fra le piante di questa sottofamiglia vi sono il ginseng (Panax ginseng), l'albero di Angelica (Aralia spinosa) e l'edera comune (Hedera helix).

## Tassonomia
La sottofamiglia include i seguenti generi:
- Anakasia Philipson
- Aralia L.
- Astropanax Seem.
- Astrotricha DC.
- Brassaiopsis Decne. & Planch.
- Cephalaralia Harms
- Cephalopanax G.M.Plunkett, Lowry & D.A.Neill
- Cheirodendron Nutt. ex Seem.
- Chengiopanax C.B.Shang & J.Y.Huang
- Crepinella Marchal
- Cussonia  Thunb.
- Dendropanax Decne. & Planch.
- Didymopanax Decne. & Planch.
- Eleutherococcus Maxim.
- Fatsia Decne. & Planch.
- Frodinia Lowry & G.M.Plunkett
- Gamblea C.B.Clarke
- Harmsiopanax Warb.
- Hedera L.
- Heptapleurum Gaertn.
- Heteropanax Seem.
- Kalopanax Miq.
- Macropanax Miq.
- Merrilliopanax H.L.Li
- Meryta J.R.Forst. & G.Forst.
- Metapanax J.Wen & Frodin
- Motherwellia F.Muell.
- Neocussonia Hutch.
- Neopanax Allan
- Oplopanax (Torr. & A.Gray) Miq.
- Oreopanax Decne. & Planch.
- Osmoxylon Miq.
- Panax L.
- Plerandra A.Gray
- Polyscias J.R.Forst. & G.Forst.
- Pseudopanax K.Koch
- Raukaua Seem.
- Schefflera J.R.Forst. & G.Forst.
- Sciodaphyllum P.Browne
- Seemannaralia R.Vig.
- Sinopanax H.L.Li
- Tetrapanax (K.Koch) K.Koch
- Trevesia Vis.
- Woodburnia Prain

La tradizionale suddivisione in tre tribù (Aralieae, Mackinlayeae, Schefflereae) non è supportata dalle evidenze filogenetiche